# Kurt Flasch
Kurt Flasch (Magonza, 12 marzo 1930) è uno storico della filosofia e poeta tedesco.
Lavora come storico della filosofia medievale e di tarda antichità. Flasch fu professore presso l'Università di Ruhr a Bochum. È membro di diverse Accademie tedesche e internazionali. Nel 2000 gli fu assegnato il premio Sigmund Freud dalla Deutsche Akademie für Sprache und Dichtung.

## Opere
- Ordo dicitur multipliciter: Eine Studie zur Philosophie des „ordo“ bei Thomas von Aquin, Frankfurt, Frankfurt University, 1956.
- Die Metaphysik des Einen bei Nikolaus von Kues: Problemgeschichtliche Stellung und Systematische Bedeutung, Leiden, Brill, 1973.
- Das philosophische Denken im Mittelalter, Stuttgart, Reclam, 1986.
- Einführung in die Philosophie des Mittelalters, Darmstadt, Wissenschaftliche Buchgesellschaft, 1987.
- Augustin: Einführung in sein Denken, Stuttgart, Reclam, 1988.
- Aufklärung im Mittelalter: Die Verurteilung von 1277, Mainz, Dieterich’sche Verlagsbuchhandlung, 1989.
- Logik des Schreckens: Augustinus von Hippo, Die Gnadenlehre von 397, Mainz, Dieterich’sche Verlagsbuchhandlung, 1990.
- Poesie nach der Pest: Der Anfang des Decameron, Mainz, Dieterich’sche Verlagsbuchhandlung, 1992.
- Nikolaus von Kues: Geschichte einer Entwicklung, Vorlesungen zur Einführung in seine Philosophie, Frankfurt, Vittorio Klostermann, 1998.
- Die geistige Mobilmachung: Die deutschen Intellektuellen und der Erste Weltkrieg, Ein Versuch, Berlin, Alexander Fest, 2000.
- Über die Brücke: Mainzer Kindheit 1930–1949, Mainz, H. Schmidt Universitätsdruckerei, 2002.
- Vernunft und Vergnügen: Liebesgeschichten aus dem Decameron, Munich, C.H. Beck, 2002.
- Philosophie hat Geschichte, Frankfurt, Vittorio Klostermann, 2003.
- Was ist Zeit? Augustinus von Hippo: Das XI. Buch der Confessiones, Historisch-philosophische Studie, Text - Übersetzung - Kommentar, Frankfurt, Vittorio Klostermann, 2004.
- Eva und Adam: Wandlungen eines Mythos, Munich, C.H. Beck, 2005.
- Meister Eckhart: Die Geburt der „Deutschen Mystik“ aus dem Geist der arabischen Philosophie, Munich, C.H. Beck, 2006.
- Dietrich von Freiberg. Philosophie, Theologie, Naturforschung um 1300, Frankfurt, Vittorio Klostermann, 2007.
- Kampfplätze der Philosophie: Große Kontroversen von Augustinus bis Voltaire, Frankfurt, Vittorio Klostermann, 2008.
- Meister Eckhart: Philosoph des Christentums, Munich, C.H. Beck, 2010.
- Commedia und Einladung, Dante zu lesen, Frankfurt, S. Fischer, 2011.
- Was ist Gott? Das Buch der 24 Philosophen, Munich, C.H. Beck, 2011.
- Warum ich kein Christ bin: Bericht und Argumentation, Munich, C.H. Beck, 2013.
- Der Teufel und seine Engel: Geschichte einer Verführung, Munich, C.H. Beck, 2015.